# Breteuil (Eure)
Breteuil és un municipi francès situat al departament de l'Eure i a la regió de Normandia. L'any 2007 tenia 3.386 habitants.

## Demografia

### Població
El 2007 la població de fet de Breteuil era de 3.386 persones. Hi havia 1.416 famílies, de les quals 522 eren unipersonals (201 homes vivint sols i 321 dones vivint soles), 441 parelles sense fills, 305 parelles amb fills i 148 famílies monoparentals amb fills.
La població ha evolucionat segons el següent gràfic:
Habitants censats

### Habitatges
El 2007 hi havia 1.679 habitatges, 1.447 eren l'habitatge principal de la família, 69 eren segones residències i 163 estaven desocupats. 1.233 eren cases i 426 eren apartaments. Dels 1.447 habitatges principals, 783 estaven ocupats pels seus propietaris, 632 estaven llogats i ocupats pels llogaters i 32 estaven cedits a títol gratuït; 61 tenien una cambra, 121 en tenien dues, 334 en tenien tres, 455 en tenien quatre i 475 en tenien cinc o més. 845 habitatges disposaven pel capbaix d'una plaça de pàrquing. A 762 habitatges hi havia un automòbil i a 372 n'hi havia dos o més.

### Piràmide de població
La piràmide de població per edats i sexe el 2009 era:
| Homes | Edats   | Dones |
| ----- | ------- | ----- |
| 4     | 95 o +  | 32    |
| 16    | 90 a 94 | 48    |
| 36    | 85 a 89 | 76    |
| 28    | 80 a 84 | 32    |
| 84    | 75 a 79 | 92    |
| 76    | 70 a 74 | 136   |
| 112   | 65 a 69 | 108   |
| 96    | 60 a 64 | 148   |
| 96    | 55 a 59 | 80    |
| 108   | 50 a 54 | 96    |
| 84    | 45 a 49 | 92    |
| 108   | 40 a 44 | 120   |
| 104   | 35 a 39 | 100   |
| 100   | 30 a 34 | 116   |
| 92    | 25 a 29 | 104   |
| 68    | 20 a 24 | 72    |
| 116   | 15 a 19 | 72    |
| 104   | 10 a 14 | 64    |
| 124   | 5 a 9   | 104   |
| 92    | 0 a 4   | 88    |

## Economia
El 2007 la població en edat de treballar era de 1.921 persones, 1.336 eren actives i 585 eren inactives. De les 1.336 persones actives 1.174 estaven ocupades (608 homes i 566 dones) i 161 estaven aturades (77 homes i 84 dones). De les 585 persones inactives 181 estaven jubilades, 156 estaven estudiant i 248 estaven classificades com a «altres inactius».

### Ingressos
El 2009 a Breteuil hi havia 1.441 unitats fiscals que integraven 3.157 persones, la mediana anual d'ingressos fiscals per persona era de 15.355 €.

### Activitats econòmiques
Dels 185 establiments que hi havia el 2007, 4 eren d'empreses extractives, 6 d'empreses alimentàries, 2 d'empreses de fabricació de material elèctric, 1 d'una empresa de fabricació d'elements pel transport, 13 d'empreses de fabricació d'altres productes industrials, 17 d'empreses de construcció, 41 d'empreses de comerç i reparació d'automòbils, 6 d'empreses de transport, 19 d'empreses d'hostatgeria i restauració, 1 d'una empresa d'informació i comunicació, 5 d'empreses financeres, 7 d'empreses immobiliàries, 17 d'empreses de serveis, 26 d'entitats de l'administració pública i 20 d'empreses classificades com a «altres activitats de serveis».
Dels 57 establiments de servei als particulars que hi havia el 2009, 1 era una oficina d'administració d'Hisenda pública, 1 gendarmeria, 1 oficina de correu, 3 oficines bancàries, 3 funeràries, 7 tallers de reparació d'automòbils i de material agrícola, 1 taller d'inspecció tècnica de vehicles, 1 autoescola, 3 paletes, 4 guixaires pintors, 1 fusteria, 5 lampisteries, 2 electricistes, 1 empresa de construcció, 5 perruqueries, 1 veterinari, 9 restaurants, 2 agències immobiliàries, 1 tintoreria i 5 salons de bellesa.
Dels 23 establiments comercials que hi havia el 2009, 3 eren supermercats, 5 fleques, 4 carnisseries, 2 llibreries, 2 botigues de roba, 1 una botiga de roba, 1 una sabateria, 1 una botiga d'electrodomèstics, 1 una botiga de material de revestiment de parets i terra, 1 una perfumeria i 2 floristeries.
L'any 2000 a Breteuil hi havia 20 explotacions agrícoles que ocupaven un total de 1.230 hectàrees.

## Equipaments sanitaris i escolars
El 2009 hi havia 1 hospital de tractaments de curta durada, 1 hospital de tractaments de mitja durada (seguiment i rehabilitació, 2 farmàcies i 2 ambulàncies.
El 2009 hi havia 1 escola maternal i 2 escoles elementals. Breteuil disposava d'un col·legi d'educació secundària amb 416 alumnes.

## Poblacions més properes
El següent diagrama mostra les poblacions més properes.